# 1977 في تونس
فيما يلي قوائم الأحداث التي وقعت خلال عام 1977 في تونس.